# Steatoda transversa
Steatoda transversa là một loài nhện trong họ Theridiidae.
Loài này thuộc chi Steatoda. Steatoda transversa được Richard C. Banks miêu tả năm 1898.